# Edmundson
Edmundson ist ein Ort (in den USA City) im St. Louis County im amerikanischen Bundesstaat Missouri. Das U.S. Census Bureau hat bei der Volkszählung 2020 eine Einwohnerzahl von 860 ermittelt.

## Demografische Angaben
Nach den statistischen Angaben des Jahres 2000 lebten die 840 Einwohner in 330 Haushaltungen und verteilten sich auf 211 Familien im Ort. Damit ergab sich eine Siedlungsdichte von 1158,3 Einwohnern pro km². Die 356 Gebäude ergaben durchschnittlich 490,9 Gebäude pro km². Die Bevölkerung setzte sich zu 73,81 % aus Weißen, 18,81 % Personen afroamerikanischer Abstammung, 0,48 % Native Americans, 1,19 % Asiaten, 0,60 % Pacific Islander, 2,62 % anderer Abstammung zusammen, 2,50 % gaben Vorfahren von zwei oder mehr Rassen an. Zu den Hispanics oder Latinos jeglicher Herkunft zählten sich 5,60 % der Einwohner.
In 35,2 % der 330 Haushaltungen lebten Kinder unter 18 Jahren, in 42,1 % lebten zusammenlebende, verheiratete Ehepaare. 19,1 % hatten einen weiblichen Haushaltsvorstand und in 35,8 % lebten keine Familien. In 28,8 % der Haushaltungen lebten alleinstehende Personen, in 9,1 % der Haushaltungen lebten Personen im Alter von 65 Jahren oder darüber. Die durchschnittliche Haushaltsgröße betrug 2,55 Personen, die durchschnittliche Familiengröße betrug 3,16 Personen.
25,8 % der Einwohner waren jünger als 18 Jahre, 10,0 % waren zwischen 18 und 24 Jahren alt. 28,3 % hatten ein Alter zwischen 25 und 44 Jahren, 22,6 % zwischen 45 und 64 und 10,6 % waren 65 Jahre oder älter. Das Durchschnittsalter betrug 34 Jahre, auf 100 weibliche Einwohner kamen 88,3 % männliche Einwohner. Auf 100 weibliche Einwohner über 18 Jahren kamen 86,6 männliche Einwohner.
Das mittlere Durchschnittseinkommen betrug $37.083 pro Haushalt und $39.531 pro Familie. Männer erzielten ein durchschnittliches Einkommen von $29.417, für Frauen lag der Betrag bei $25.000. Das Pro-Kopf-Einkommen betrug $14.123. Für 20,6 % der Familien und für 20,3 % der Gesamtbevölkerung lag das Einkommen unterhalb der Armutsgrenze, von denen 29,5 % unter 18 Jahren alt waren und 10,8 % 65 Jahre oder älter.